# Chi Mei Corporation
Die Chi Mei Corporation (chinesisch 奇美實業廠, Pinyin Qíměi Shíyè Chǎng, CMC) ist ein Kunststoffhersteller in Taiwan und der weltgrößte Hersteller von Acrylnitril-Butadien-Styrol. 1999 wurden eine Million Tonnen produziert – mehr als alle japanischen Produzenten zusammengenommen. Die Fabriken liegen in Tainan (Stadtbezirk Rende) und Zhenjiang. Weiter produziert er Styrol-Acryl-Nitril, Polystyrol, Polymethylmethacrylat, Thermoplastische Elastomere und Kunstfaser. Die Firma wurde 1960 von Shi Wen-long unter dem Namen Chi Mei Industrial Company Ltd. gegründet und war die erste Polymethylmethacrylat-verarbeitende Firma Taiwans. Im Jahr 1992 wurde sie in Chi Mei Corporation umbenannt.
Die Chi Mei Optoelectronics (CMO) wurde 1997 als Tochterfirma der CMC gegründet. Die Chi Mei Group (CMG) ist eine private Firma und größter Aktieninhaber der Chi Mei Optoelectronics. Die CMO ist Taiwans zweitgrößter Hersteller von TFT-LCD-Elementen und der viertgrößte weltweit. und der Inhaber der Westinghouse Digital Electronics.
Die Chi Mei Industrial Factory (CMIF) wurde von Hsu Wen-lung im Jahr 1968 zur Herstellung von Polystyrol gegründet und hat eine Teilhaberschaft durch die Mitsubishi Chemical Corporation aus Japan von 27,08 Prozent. 2001 gründete CMC in Kooperation mit IBM in Japan eine Tochtergesellschaft (International Display Technology, IDTech, „Internationale Anzeigetechnologie“), die 2005 an Sony verkauft wurde.